# Ian Irvine

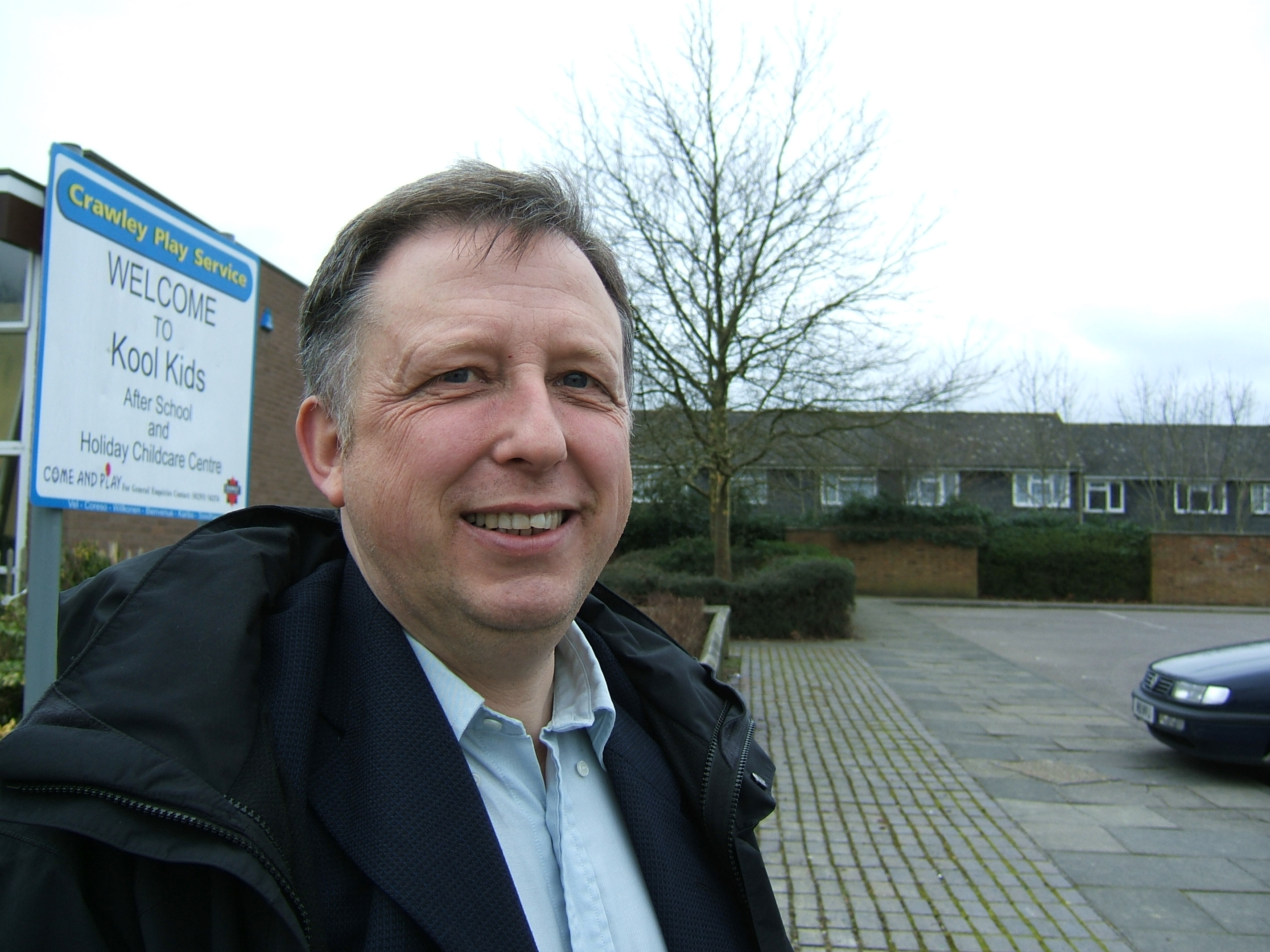
Ian Irvine, 2007

Ian Irvine (* 1950 in Bathurst, New South Wales) ist ein australischer Meeresbiologe und Fantasyschriftsteller, der auch Ökothriller schreibt. Er lebt mit seiner Familie in den Bergen im Norden des Bundesstaates New South Wales.

## Leben
Irvine studierte an der Universität von Sydney, wo er 1981 einen Doktortitel in Meeresbiologie erwarb. Besonders interessant war für ihn das Management von kontaminierten Sedimenten, wodurch er rasch zu einem Experten in diesem Fachgebiet wurde. Zur Ablenkung von den Mühen des Studiums begann er Ende der 70er Jahre detaillierte Landkarten und Bilder einer Fantasy-Welt zu erstellen, was seine Graduierung eineinhalb Jahre verzögerte. Unmittelbar nach dem Studium begann er bei einer internationalen Beratungsfirma zu arbeiten, aus der er nach zwei gescheiterten Expeditionen jedoch ausschied und daraufhin selbst eine Consulting-Firma gründete.
Nun folgten einige ereignisreiche Jahre, in denen er sowohl in Australien als auch international (Mauritius, Bali, Fidschi) tätig war. Während dieser Zeit half er unter anderem dabei, die nationalen Richtlinien zum Schutz des Ozeans zu entwickeln. Bereits 1987 genügte die wissenschaftliche Arbeit nicht mehr und Irvine begann sein erstes Fantasy-Projekt (The View From The Mirror) zu erschaffen, wobei er die erstellten Zeichnungen aus der Studienzeit als Grundlage nahm.

## Bibliografie

### Three Worlds Cycle – Die Drei Welten
Der Zyklus um die drei Welten besteht zurzeit aus zwei Tetralogien und einer Trilogie. Weitere Ausflüge in das geschaffene Universum sind geplant. The Well Of Echoes spielt zwei Jahrhunderte nach den Ereignissen, die in The View From The Mirror ihren Lauf genommen haben. The Song Of The Tears setzt mit einer Pause von 10 Jahren da fort, wo die Geschehnisse in der zweiten Tetralogie ihr abruptes Ende fanden.
- The View from the Mirror
  - A Shadow on the Glass, Penguin Books Australia 1998, ISBN 0-14-027196-1
    1. Der Spiegel der Erinnerung, Bastei Lübbe 2007, Übersetzer Rainer Schumacher, ISBN 3-404-20569-3
    2. Das magische Relikt, Bastei Lübbe 2007, Übersetzer Rainer Schumacher, ISBN 3-404-20576-6

  - The Tower on the Rift, Penguin Books Australia 1998, ISBN 0-14-027680-7
    1. Turm von Katazza, Bastei Lübbe 2007, Übersetzer Rainer Schumacher, ISBN 3-404-20581-2
    2. Festung der Macht, Bastei Lübbe 2007, Übersetzer Rainer Schumacher, ISBN 3-404-20585-5

  - Dark is the Moon, Penguin Books Australia 1999, ISBN 0-14-027681-5
    1. Dunkler Mond, Bastei Lübbe 2008, Übersetzer Malte Schulz-Sembten, ISBN 3-404-20591-X
    2. Fluch des Bettlers, Bastei Lübbe 2008, Übersetzer Malte Schulz-Sembten und Dietmar Schmidt, ISBN 3-404-20593-6

  - The Way Between the WorldsPenguin Books Australia 1999, ISBN 0-14-027682-3
    1. Weg zwischen den Welten, Bastei Lübbe 2008, Übersetzer Alfons Winkelmann, ISBN 3-404-20597-9
    2. Ruf der Wächter, Bastei Lübbe 2008, Übersetzer Alfons Winkelmann, ISBN 3-404-20598-7

- Die Magie der drei Welten (The Well of Echoes)
  - Geomancer. Viking Australia 2001, 0-670-91226-3
  - Die Geomantin, Bastei Lübbe 2009, Übersetzer Holger Hanowell, ISBN 3-404-28529-8
  - Tetrarch, Viking / Penguin Group 2002, ISBN 0-670-91227-1
  - Der Tetrarch, Bastei Lübbe 2009, Übersetzer Holger Hanowell, ISBN 3-404-28533-6
  - Scrutator, Viking / Penguin Group 2003, ISBN 0-670-91228-X (außerhalb Australiens als: Alchymist erschienen)
  - Die Sucherin, Bastei Lübbe 2010, Übersetzer Holger Hanowell, ISBN 3-404-28539-5
  - Chimaera, Viking / Penguin Group 2004, ISBN 0-670-04119-X
  - Die Chimaere Bastei Lübbe 2010, Übersetzer Arno Hoven, ISBN 3-404-28544-1

- The Song of the Tears
  - Torments of the Traitor, Viking / Penguin Group 2006, ISBN 0-670-04188-2 (außerhalb Australiens als: The Fate of the Fallen erschienen)
  - The Curse on the Chosen, Viking / Penguin Group 2007, ISBN 978-0-670-04189-3
  - The Destiny of the Dead, Orbit 2009, ISBN 978-1-84149-472-2

- The Gates of Good and Evil
  - The Summon Stone, Orbit 2016, ISBN 978-0-316-38687-6
  - The Fatal Gate, Orbit 2017, ISBN 978-0-316-38690-6
  - The Perilous Tower, Santhenar Press 2020, ISBN 978-0-6482854-9-6
  - The Sapphire Portal, Santhenar Press 2020, ISBN 978-0-6450063-0-8

- Kurzgeschichtensammlung
  - A Wizard's War and Other Stories, Ian Irvine 2015

### The Tainted Realm
Fantasy Epos, das über eine lockere Verbindung zu den Drei Welten verfügt.
- Vengeance, Orbit / Hachette Australia 2011, ISBN 978-0-7336-2427-8
- Rebellion, Orbit / Hachette Australia 2012, ISBN 978-0-7336-2428-5
- Justice, Orbit / Hachette Australia 2013, ISBN 978-0-7336-2429-2

### Human Rites
Eine in der Zukunft angesiedelte Trilogie mit der Thematik Öko-Terrorismus.
- The Last Albatross, Simon & Schuster (Australia) 2000, ISBN 0-7318-1044-9
- Terminator Gene, Earthlight / Simon & Schuster (Australia) 2003, ISBN 0-7318-1049-X
- The Life Lottery, Pocket Books / Simon & Schuster (Australia) 2004, ISBN 0-7318-1051-1

### Runcible Jones
Diese Serie ist als Pentalogie geplant und spielt auf zwei Zwillingswelten: Einer erdähnlichen Welt, auf der die Anwendung von Magie illegal ist, und Iltior, eine wundervolle Welt in der die Wissenschaft verboten ist.
- Runcible Jones: The Gate to Nowhere, Puffin / Penguin Group (Australia) 2006, ISBN 0-14-330158-6
- Runcible Jones and The Buried City, Puffin / Penguin Group (Australia) 2007, ISBN  978-0-14-330294-0
- Runcible Jones and the Frozen Compass, Puffin / Penguin Group (Australia) 2008, ISBN 978-0-14-330295-7
- Runcible Jones and the Backwards Hourglass, Puffin / Penguin Group (Australia) 2008, ISBN 978-0-14-330296-4

### Grim and Grimmer
Fantasy-Zyklus für Jugendliche.
- Grim and Grimmer: Book 1: The Headless Highwayman, Omnibus Books / Scholastic Australia 2010, ISBN 978-1-86291-858-0
- Grim and Grimmer: Book 2: The Grasping Goblin, Omnibus Books / Scholastic Australia 2010, ISBN 978-1-86291-859-7
- The Desperate Dwarf, Omnibus Books / Scholastic Australia 2011, ISBN 978-1-86291-860-3
- The Calamitous Queen, Santhenar Press 2011, ISBN 978-0-648-18696-0